# 許自昌
許自昌（1578年—1623年），字玄祐，號霖寰，別業梅花墅，南直隸蘇州府長洲縣人，明朝政治人物、戲曲家、刻書家。

## 生平
父許朝相因經商而成巨富。許自昌生於萬曆六年（1578年），自小好讀書，科場屢試不中。三十五年（1607年）父為其捐資授文華殿中書舍人，三十六年（1608年）致仕歸里。好與文人雅士交遊，蓄有家班，以供消遣。居家築梅花墅，因以為號。創作有傳奇九部，總名“梅花墅傳奇”，今存五部。天啟三年（1623年）因母喪以勞毁卒，享年四十六歲。著有《樗齋詩鈔》等。

## 家族
子許元溥、許元恭、許元任、許元方、許元毅、許元超。許元方子許虬。